# Antonius Bouwens
Antonius Hubertus Maria „Antoine” Bouwens (ur. 22 maja 1876 w Hunsel, zm. 28 marca 1963 w Beverwijk) – holenderski strzelec, medalista olimpijski i medalista mistrzostw świata. Brat Hermana, również strzelca.

## Kariera
Dwukrotny uczestnik igrzysk olimpijskich (IO 1900, IO 1920). Wystartował w przynajmniej 15 konkurencjach. Jedyny medal olimpijski zdobył na igrzyskach w Paryżu. Został wówczas brązowym medalistą w pistolecie dowolnym z 50 m w zawodach drużynowych, osiągając trzeci rezultat w reprezentacji (skład zespołu: Dirk Boest Gips, Antonius Bouwens, Henrik Sillem, Anthony Sweijs, Solko van den Bergh).
W latach 1900–1914 Bouwens zdobył 4 medale mistrzostw świata, w tym 3 drużynowe. Jedyne indywidualne podium osiągnął na mistrzostwach w 1914 roku, gdzie został wicemistrzem świata w karabinie wojskowym w trzech postawach z 300 m (przegrał wyłącznie z Aixem Bouwensem).

## Wyniki

### Igrzyska olimpijskie
| Igrzyska       | Konkurencja                                     | Wynik                                        | Miejsce | Źródło |
| -------------- | ----------------------------------------------- | -------------------------------------------- | ------- | ------ |
| Paryż 1900     | Karabin dowolny, trzy postawy, 300 m            | 812 pkt. (278–296–238)                       | 25      | [ 3 ]  |
| Paryż 1900     | Karabin dowolny, trzy postawy, 300 m, drużynowo | 4221 pkt.(druż.) 812 pkt. ind. (278–296–238) | 5       | [ 4 ]  |
| Paryż 1900     | Karabin dowolny leżąc, 300 m                    | 278 pkt.                                     | 26      | [ 5 ]  |
| Paryż 1900     | Karabin dowolny klęcząc, 300 m                  | 296 pkt.                                     | 11      | [ 6 ]  |
| Paryż 1900     | Karabin dowolny stojąc, 300 m                   | 238 pkt.                                     | 28      | [ 7 ]  |
| Paryż 1900     | Pistolet dowolny, 50 m                          | 390 pkt.                                     | 15      | [ 8 ]  |
| Paryż 1900     | Pistolet dowolny, 50 m, drużynowo               | 1876 pkt. (druż.) 390 pkt. (ind.)            |         | [ 1 ]  |
| Antwerpia 1920 | Karabin dowolny, trzy postawy, 300 m            | 909 pkt.                                     | ?       | [ 9 ]  |
| Antwerpia 1920 | Karabin dowolny, trzy postawy, 300 m, drużynowo | 4383 pkt. (druż.) 909 pkt. (ind.)            | 8       | [ 10 ] |
| Antwerpia 1920 | Karabin wojskowy leżąc, 300 m, drużynowo        | 269 pkt. (druż.)                             | 12      | [ 11 ] |
| Antwerpia 1920 | Karabin wojskowy leżąc, 600 m, drużynowo        | 266 pkt. (druż.)                             | 9       | [ 12 ] |
| Antwerpia 1920 | Karabin wojskowy leżąc, 300 i 600 m, drużynowo  | 495 pkt. (druż.)                             | 13      | [ 13 ] |
| Antwerpia 1920 | Karabin wojskowy stojąc, 300 m, drużynowo       | 228 pkt. (druż.)                             | 10      | [ 14 ] |
| Antwerpia 1920 | Pistolet dowolny, 50 m                          | 444 pkt.                                     | ?       | [ 15 ] |
| Antwerpia 1920 | Pistolet dowolny, 50 m, drużynowo               | 2123 pkt. (druż.) 444 pkt. (ind.)            | 10      | [ 16 ] |

### Medale mistrzostw świata
Opracowano na podstawie materiałów źródłowych:
| Mistrzostwa           | Konkurencja                                     | Wynik                                         | Miejsce |
| --------------------- | ----------------------------------------------- | --------------------------------------------- | ------- |
| Paryż 1900            | Pistolet dowolny, 50 m, drużynowo               | 1876 pkt.(druż.) 390 pkt. (ind.)              |         |
| Lucerna 1901          | Karabin dowolny, trzy postawy, 300 m, drużynowo | 4398 pkt. (druż.) 869 pkt. ind. (292–310–267) |         |
| Bajonna/Biarritz 1912 | Karabin dowolny, trzy postawy, 300 m, drużynowo | 5010 pkt. (druż.)                             |         |
| Viborg 1914           | Karabin wojskowy, trzy postawy, 300 m           | 464 pkt.                                      |         |